# Crociera aerea del Decennale

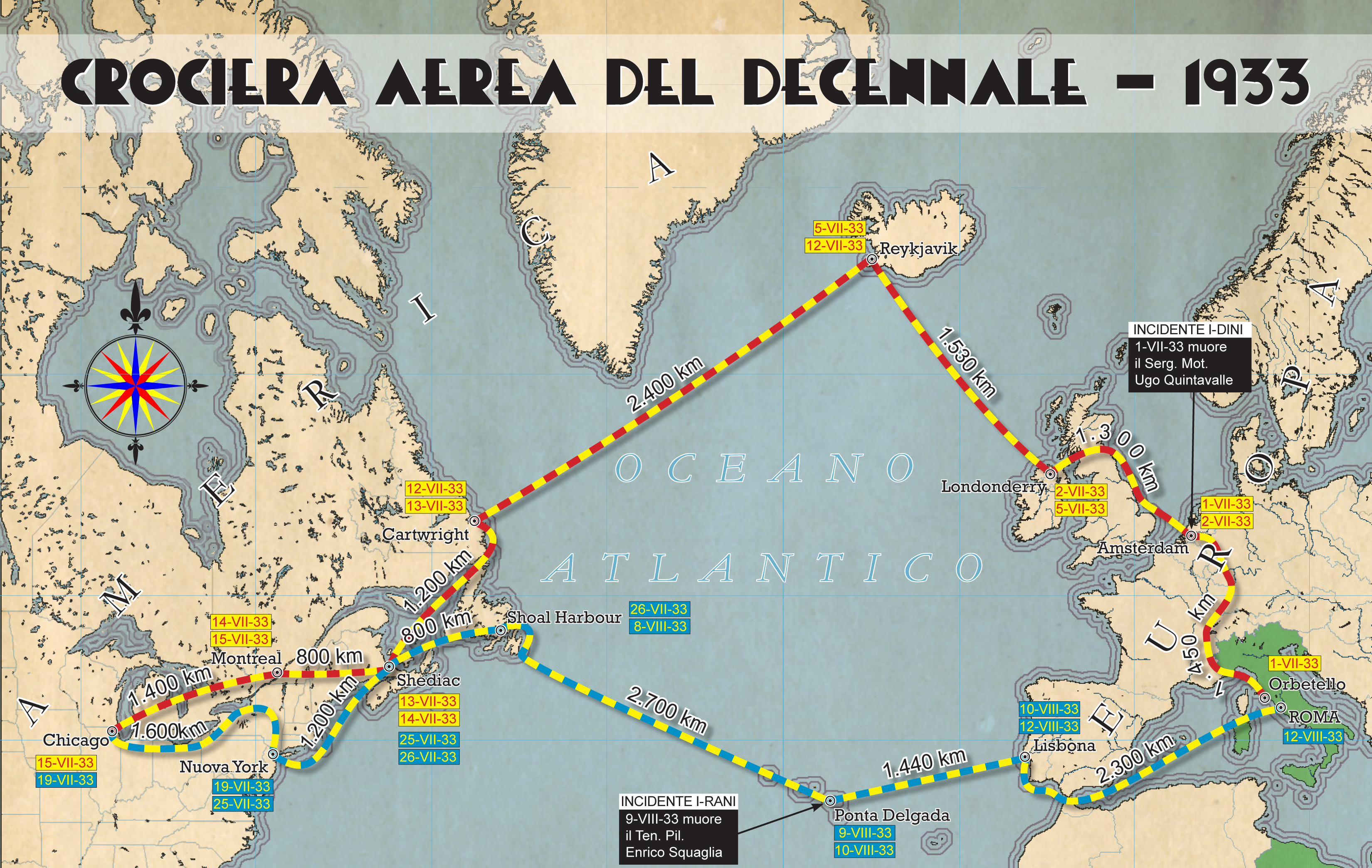
Il percorso della Crociera del Decennale

La crociera aerea del Decennale, o crociera Nord Atlantica, o ancora "aerocrociera del Nord Atlantico", anche nota come crociera aerea "Italia-America del Nord", "Orbetello-Chicago-New York-Roma" o "II crociera atlantica", fu la seconda ed ultima crociera aerea transatlantica di massa che si tenne tra il 1º luglio ed il 12 agosto 1933.
Venne organizzata da Italo Balbo nel primo decennale della Regia Aeronautica e come occasione di propaganda per la Century of Progress, l'esposizione universale che si tenne a Chicago per il centenario di fondazione della città.
Vi presero parte 25 idrovolanti SIAI-Marchetti S.55X, organizzati in 8 squadriglie. A bordo 52 ufficiali piloti, 1 ufficiale ingegnere e 62 sottufficiali specialisti. Ritornarono in Italia in 24 velivoli, essendone stato perso uno nel tragico incidente alle Azzorre (Baia di Horta).

## La trasvolata

### Origine del progetto
L'idea di una seconda trasvolata risale ai mesi immediatamente successivi alla crociera aerea transatlantica Italia-Brasile. La prima idea proposta da Balbo è quella di una circumnavigazione del globo, poi abbandonata per i costi e per le difficoltà rappresentata dalla situazione tra Giappone e Unione Sovietica. La seconda scelta è rappresentata dall'esposizione universale che si sarebbe tenuta a Chicago nel 1933.

### La meta principale: Chicago, Century of Progress

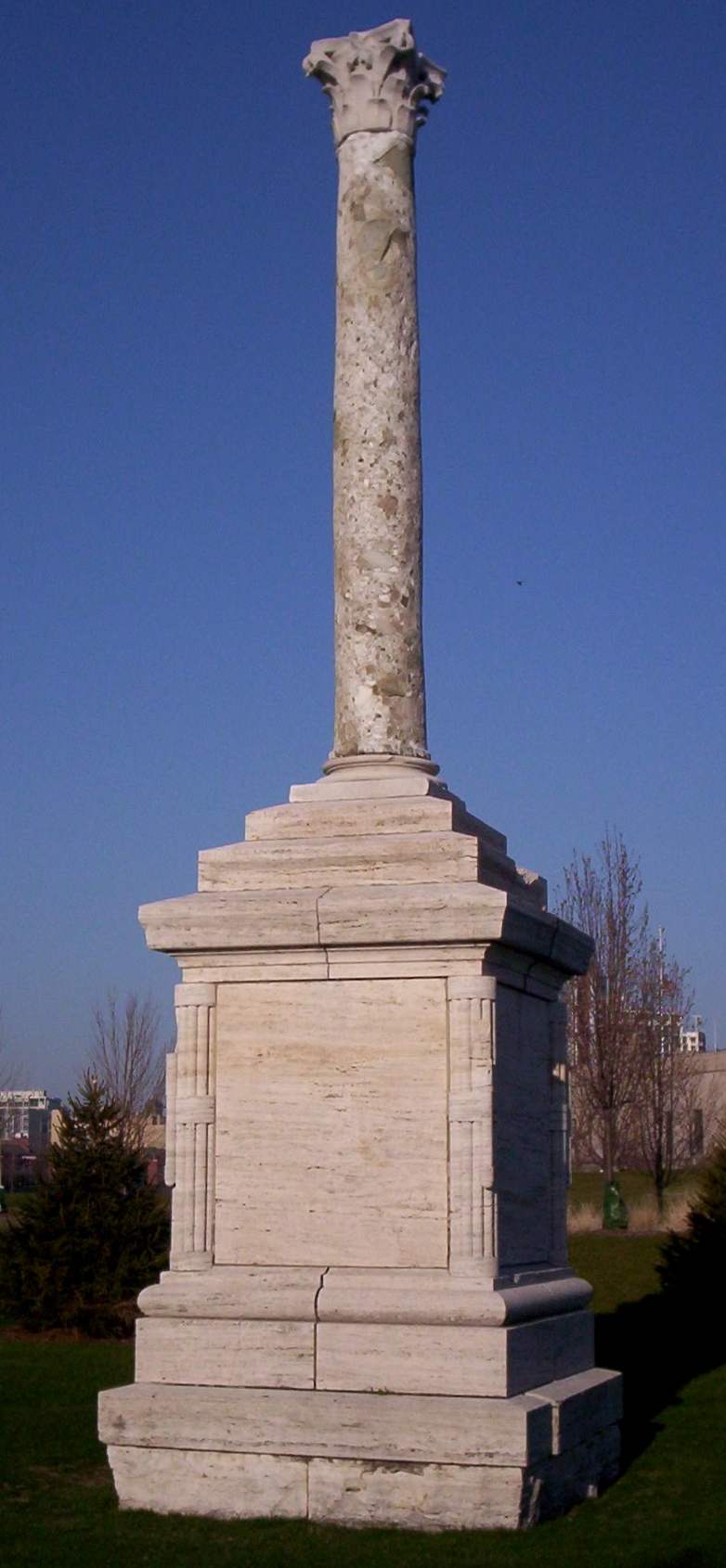
La colonna romana ricordo della partecipazione italiana alla Century of Progress:

La meta principale della trasvolata a tappe era rappresentata dalla Century of Progress, esposizione universale che si tenne a Chicago tra il 1933 ed il 1934 per festeggiare il centenario della città. Quella di Balbo non fu l'unica partecipazione aeronautica di rilievo: anche l'LZ 127 Graf Zeppelin, con Hugo Eckener come comandante, visitò la fiera, arrivando a Chicago il 26 ottobre 1933, 2 mesi dopo le squadriglie di Balbo. Le poste statunitensi emisero anche un francobollo per l'occasione, ma l'impresa di Balbo rimase quella che colpì maggiormente l'immaginario collettivo, anche perché le trasvolate atlantiche del Graf Zeppelin potevano ormai considerarsi routine. 
Inoltre, vista la crisi del 1929, la partecipazione internazionale fu relativamente modesta e vennero eretti solo 9 padiglioni internazionali. Quello italiano, tipico esempio di architettura razionalista, caratterizzato da torre in forma di fascio littorio e da un'ala in forma di S.55, era considerato tra i più prominenti. Oltre al padiglione razionalista era presente un piccolo complesso di edifici denominato Italian village che riproponeva alcuni scorci tipici di un paese italiano. Dopo la partenza di Balbo, davanti al padiglione italiano venne eretta un'antica colonna romana. La colonna, esistente ancor oggi tra lo stadio Soldier Field e il lungolago all'interno del Burnham Park, rappresenta una delle poche, se non l'unica, testimonianza della Century of Progress.

### I mezzi: Savoia-Marchetti S.55X
La scelta degli idrovolanti ricadde sui Savoia-Marchetti S.55X, che rappresentavano un mezzo ormai collaudato a dieci anni dal suo primo volo, agosto 1923. Se la cellula dell'idrovolante restava invariata, i sistemi di bordo venivano sottoposti a diverse modifiche, la principale era rappresentata dall'adozione di motori 18 cilindri a W Isotta Fraschini Asso 750, in sostituzione dei precedenti motori 12 cilindri a V Fiat A.22R installati sugli S.55ª della trasvolata Italia-Brasile.

### Le tappe
1. Orbetello-Amsterdam
2. Amsterdam-Londonderry
3. Londonderry-Reykjavík
4. Reykjavík-Cartwright
5. Cartwright-Shediac
6. Shediac-Montréal
7. Montréal-Chicago
8. Chicago-New York
9. New York-Shediac
10. Shediac-Shoal Harbour
11. Shoal Harbour-Ponta Delgada
12. Ponta Delgada-Lisbona
13. Lisbona-Roma

### L'appoggio della Regia Marina
Così come per la crociera aerea transatlantica Italia-Brasile determinante, anche se non pubblicizzato, fu il supporto della Regia Marina. La nave Alice fece supporto logistico nella baia di Cartwright, mentre i sommergibili Balilla e Millelire, entrambi Classe Balilla, e le due dragamine classe Pellegrino Matteucci, Matteucci e Biglieri come radiofari.

### Incidenti
Due furono gli incidenti gravi che funestarono la Crociera.
Il 1º luglio 1933, dopo una tratta di 1.000 km, al primo ammaraggio ad Amsterdam l'idrovolante del capitano pilota Mario Baldini si cappottò, e il sergente motorista Ugo Quintavalla di Colorno perse la vita.
Già sulla via del ritorno, il 9 agosto 1933, al decollo dalla Baia di Horta per Lisbona, distante 1.440 km, si cappottò l'idrovolante del capitano pilota Celso Ranieri, provocando la morte del secondo pilota tenente Enrico Squaglia e la perdita del velivolo. Giungevano così a sette le vittime avvenute durante questo tipo di crociere che comunque aumentavano il prestigio dell'Italia nel mondo, ma che pure chiedevano un obolo di sangue.

## Formazione di volo
(Italo Balbo, Ordine del giorno 12 giugno, 1933)

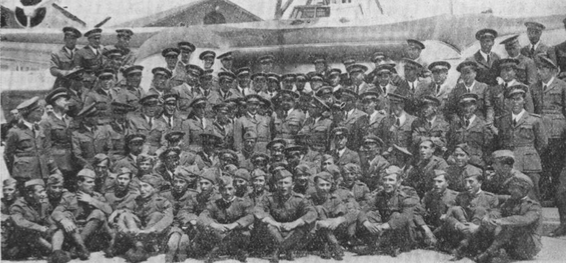
Foto ricordo egli equipaggi partecipanti alla Crociera del decennale

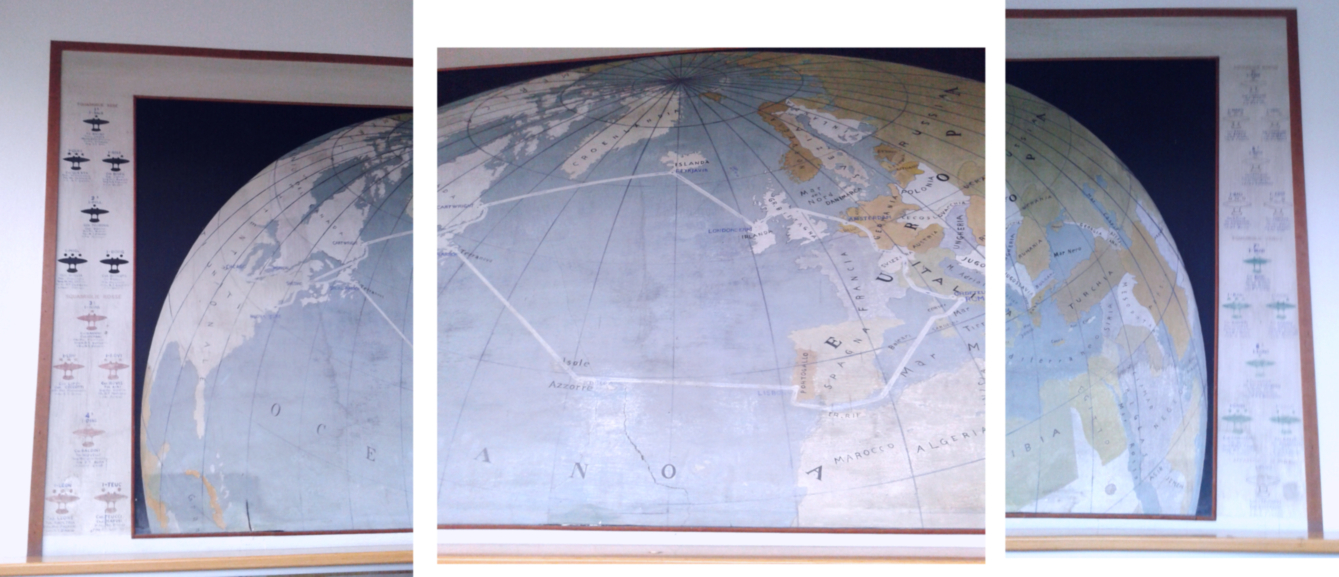
Affresco della crociera aerea del Decennale

I velivoli alla partenza erano 25; 24 organizzati in otto squadriglie da 3 velivoli ciascuna ed un velivolo di riserva, l'I-MARI.
Il disegno della livrea era analogo per tutti i velivoli: livrea bianca con bordi colorati sull'ala e sulle derive, parte superiore delle fusoliere e delle cofanature colorati, ed un piccolo motivo con due "baffi" sulla parte superiore dell'ala. I colori erano quelli dell'Italia dell'epoca: verde, bianco, rosso e nero.
Le otto squadriglie erano identificate da un cerchio, o una stella, in uno dei quattro colori. Da qui le denominazioni delle squadriglie: Nera stellata, Nera cerchiata, Rossa stellata, Rossa cerchiata, Bianca stellata, Bianca cerchiata, Verde stellata, Verde cerchiata.
I singoli velivoli erano identificati dal simbolo della squadriglia ripetuto per 1, 2 o 3 volte.
Il caposquadriglia aveva l'insegna con una sola stella, o un solo cerchio. Due e tre stelle, o cerchi, per gli altri velivoli.
Questa insegna era riportata sugli alettoni e sulle derive, tranne per che per l'aereo di Balbo, che sulla deriva aveva l'insegna con l'aquila da pilota della Regia Aeronautica.
La formazione di volo prevedeva che i 3 aerei di ogni squadriglia si disponessero a "V", con una distanza di 500 m tra ogni squadriglia.
Di seguito l'elenco dei velivoli per ogni squadriglia, e i rispettivi equipaggi.
| I-BALB |        |
| I-QUES | I-BISE |
| I-PELL |        |
| I-MIGL | I-BORG |
| I-NANN |        |
| I-LIPP | I-ROVI |
| I-DINI |        |
| I-LEON | I-TEUC |
| I-GIOR |        |
| I-NAPO | I-VERC |
| I-RECA |        |
| I-GALL | I-ABBR |
| I-BIAN |        |
| I-RANI | I-ARAM |
| I-LONG |        |
| I-CANN | I-CALO |
| I-MARI |        |

- Nera Stellata[18]
  - I-BALB     ✭[16]
    - Gen.S.A. Italo Balbo, T.Col. pilota Stefano Cagna, Ten.Mot. Gino Cappannini, Serg.R.T. Giuseppe Berti, Magg. Ing. Carlo Pezzani

  - I-QUES     ✭✭✭
    - Cap. Pil. Luigi Questa, Ten.Pil. Goffredo Marrama, 1°Av.Mot. Domenico Antonante, 1°Av.R.T. Felice Zoppi

  - I-BISE     ✭✭
    - Cap.Pil. Attilio Biseo, Cap.Pil. Ranieri Cupini, Serg.Mot. Dario Parizzi, Serg.M.R.T. Davide Giulini
- Nera cerchiata
  - I-PELL     Ο
    - Gen.B.A. Aldo Pellegrini, Cap.Pil. Guido Bonini, Serg.Mot. Ettore Alberi, S.M.R.T. Mario Pifferi

  - I-MIGL     ΟΟΟ
    - Cap.Pil Alessandro Miglia, Ten.Pil. Sebastiano Fisicaro, S.M.Mot. Pietro Lettini, Av.Sc.R.T. Giovanni Cubeddu

  - I-BORG     ΟΟ
    - Cap.Pil. Bruno Borghetti, Cap.Pil. Ottavio Frailich, 1°Av.Mot. Ernesto Leone, 1°Av.R.T. Edmondo Balestri
- Rossa stellata
  - I-NANN     ✭
    - Cap.Pil. Umberto Nannini, Cap.Pil. Fernando Accardo, 1°Av.Mot. Florido Filipponi, S.M.R.T. Ezio Vaschetto

  - I-LIPP     ✭✭✭
    - Cap.Pil Antonio Lippi, Ten.Pil. Giuseppe Ceccotti, 1°Av.Mot. Angelo Mastronardo, 1°Av.R.T. Destro Bisol

  - I-ROVI     ✭✭
    - Cap.Pil. Umberto Rovis, Ten.Pil. Giuseppe Aini, Serg.Mot. Carlo Cipollini, 1°Av.R.T. Spartaco Martinelli
- Rossa cerchiata
  - I-DINI     Ο
    - Cap.Pil. Mario Baldini, Ten.Pil. Amelio Novelli, Serg.Mot. Ugo Quintavalla ✝, Serg.R.T. Demetrio Iaria

  - I-LEON     ΟΟΟ
    - Cap.Pil. Leonello Leone, Ten.Pil. Secondo Revetria, 1°Av.Mot. Remo Fabbrini[19], Serg.R.T. Pasquale D'Amora, (Riserva: Ten.Mario Corsini)

  - I-TEUC     ΟΟ
    - Cap.Pil. Giuseppe Teucci, Cap.Pil. Luigi Marini, 1°Av.Mot. Vincenzo Romeo, 1°Av.R.T. Ferrer Gasperini
- Bianca stellata
  - I-GIOR     ☆
    - Cap.Pil. Gennaro Giordano, Cap.Pil. Umberto Fiori, 1°Av.Mot. Gaetano Negro, S.M.R.T. Vittorio Viotti

  - I-NAPO     ☆☆☆
    - Cap.Pil. Silvio Napoli, Ten.Pil. Francesco Sarlo, Serg.Mot. Francesco De Donno, Serg.R.T. Giuseppe Virgilio

  - I-VERC     ☆☆
    - Cap.Pil.Alessandro Vercelloni, Cap.Pil. Marcello Frabetti, 1°Av.Mot. Rolando Mansani, 1°Av.R.T. Ottavio Murolo
- Bianca cerchiata
  - I-RECA     ◎
    - Cap.Pil. Enea Silvio Recagno, Cap.Pil. Remo Cadringher, 1°Av.Mot. Ugo Muzi, 1°Av.R.T. Francesco Chiaramonte

  - I-GALL     ◎◎◎
    - Cap.Pil. Luigi Gallo, Cap.Pil. Luigi Klinger, Serg.Mot. Pietro Bartolini, 1°Av.R.T. Osvaldo Pelosi

  - I-ABBR     ◎◎
    - Cap.Pil. Renato Abbriata, Ten.Pil. Ademaro Nicoletti-Altimari, 1°Av.Mot. Vincenzo D'Amuri, Serg.R.T. Dino Arcangeli
- Verde stellata
  - I-BIAN     ✭
    - Cap.Pil. Vincenzo Biani, M.llo Pil. Ireneo Moretti, 1°Av.Mot. Igino Manara, Serg. R.T. Amedeo Suriano

  - I-RANI     ✭✭✭
    - Cap.Pil. Celso Ranieri, Ten.Pil. Enrico Squaglia ✝, S.M.Mot. Luigi Cremaschi, Serg.R.T. Aldo Boveri

  - I-ARAM     ✭✭
    - Cap.Pil. Mario Aramu, Ten.Pil. Raffaele Orsolan, Serg.Mot. Cesare Bonacini, 1°Av.R.T. Elio Frusciante
- Verde cerchiata
  - I-LONG     Ο
    - T.C.Pil. Ulisse Longo, Cap.Pil. Ivo De Wittembersky, S.T. Antonio Chiodi (Riserva), S.M.Mot. Guglielmo Ometto, S.M. Cesare Bernazzani

  - I-CANN     ΟΟΟ
    - Cap.Pil. Letterio Cannistraci, Cap.Pil. Giorgio Rossi, S.M.Mot. Ettore Tiraboschi, Serg.R.T. Alfredo Simonetti

  - I-CALO     ΟΟ
    - Cap.Pil. Jacopo Calò Carducci, Ten.Pil. Michele Palmiotti, 1°Av.Mot. Oscar Pinelli, Serg.R.T. Tito Mascioli
- I-MARI[20]
  - Cap.Pil. Stefano Trimboli, Ten.Pil. Ernesto Beltramo, 1°Av.Mot. Mario delle Piane, 1°Av.R.T. Arturo Cuturi

## Valori postali

Trittici con sovrastampata la matricola del I-CALO, 2° velivolo della squadriglia verde cerchiata

Per commemorare la crociera venne emesso un francobollo di posta aerea il 20 maggio del 1933.
Il francobollo è composto da tre parti separabili per mezzo delle normali perforazioni laterali, per questo motivo prende il nome di "trittico".
Nella sezione sinistra di ogni trittico venne soprastampata in nero la matricola di ciascun idrovolante che partecipò alla crociera.

## Medaglia commemorativa

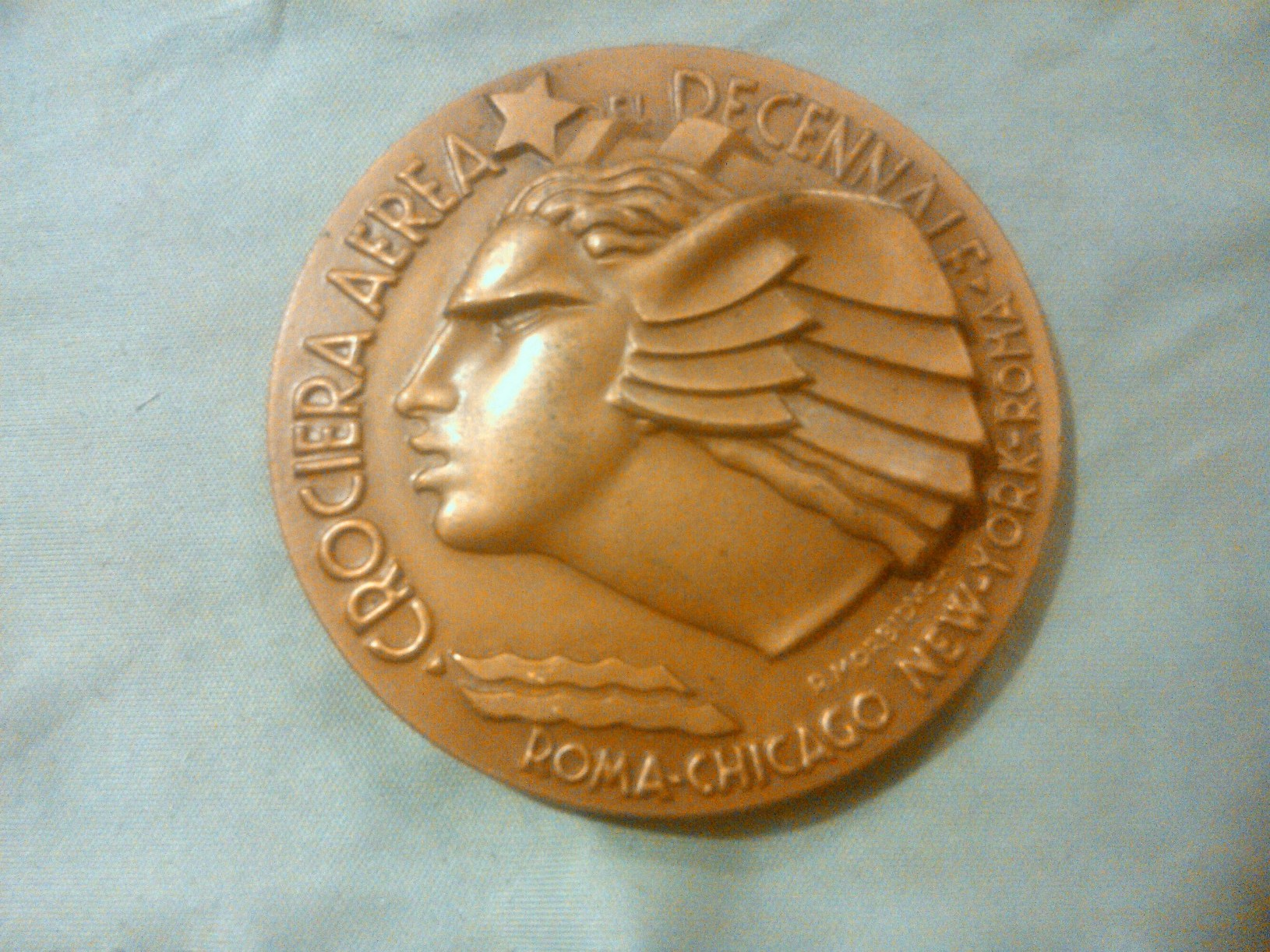
Fronte

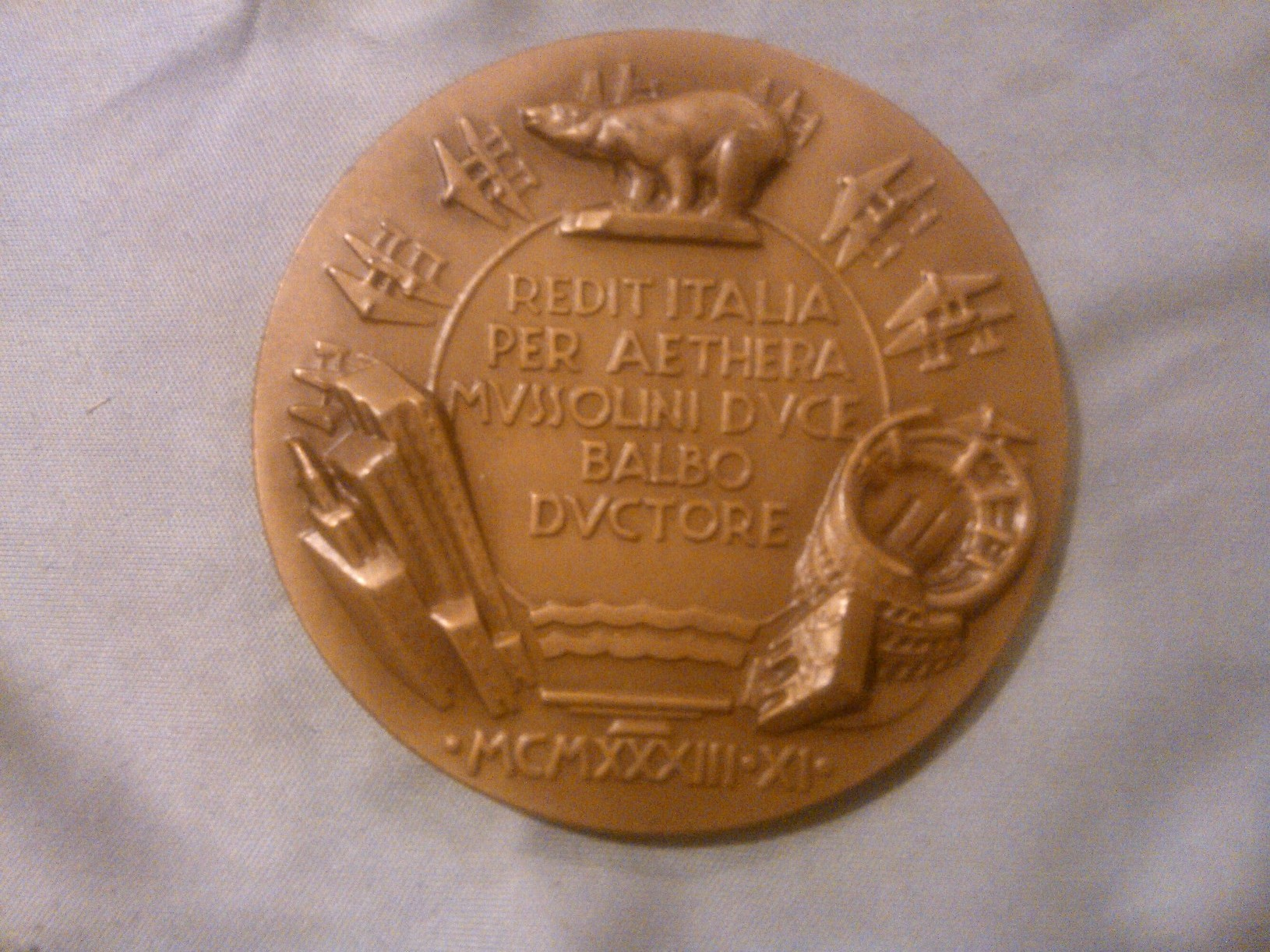
Retro